# 모델심
모델심(ModelSim)은 지멘스 (이전에는 멘토 그래픽스가 개발)에서 VHDL, 베릴로그, SystemC와 같은 하드웨어 기술 언어의 시뮬레이션을 위한 다중 언어 환경이며, 내장 C 디버거를 포함한다. 모델심은 독립적으로 사용하거나 인텔 쿼터스 프라임, PSIM, 자일링스 ISE 또는 자일링스 비바도와 함께 사용할 수 있다. 시뮬레이션은 그래픽 사용자 인터페이스(GUI)를 사용하거나 스크립트를 사용하여 자동으로 수행된다.

## 에디션
멘토 HDL 시뮬레이션 제품은 모델심 PE 및 퀘스타 심과 같은 여러 에디션으로 제공된다.
퀘스타 심은 고성능 및 고급 디버깅 기능을 제공하며, 모델심 PE는 아마추어 및 학생을 위한 엔트리 레벨 시뮬레이터이다. 퀘스타 심은 수백만 게이트의 대규모 설계에 사용되며, 마이크로소프트 윈도우 및 리눅스에서 32비트 및 64비트 아키텍처를 지원한다.
모델심은 Link for ModelSim을 사용하여 매트랩/시뮬링크와 함께 사용할 수도 있다. Link for ModelSim은 시뮬링크와 모델심 간의 빠른 양방향 공동 시뮬레이션 인터페이스이다. 이러한 설계를 위해 매트랩은 수치 시뮬레이션 도구 세트를 제공하고, 모델심은 설계의 하드웨어 구현 및 타이밍 특성을 검증하는 도구를 제공한다.

## 언어 지원
모델심은 지원되는 모든 언어의 시뮬레이션을 위해 통합 커널을 사용하며, 임베디드 C 코드 디버깅 방법은 VHDL 또는 베릴로그와 동일하다.
모델심 및 퀘스타 심 제품은 다음 언어에 대한 시뮬레이션, 검증 및 디버깅을 지원한다.
- VHDL
- 베릴로그
- 베릴로그 2001
- 시스템베릴로그
- PSL
- SystemC

## 같이 보기
- 인텔 쿼터스 프라임
- Icarus Verilog
- HDL 시뮬레이터 목록
- NCSim
- Verilator
- 자일링스 ISE
- 자일링스 비바도